# Lexus SC
SC je naziv luksuznog sportskog automobila kojeg proizvodi i prodaje Toyotina marka Lexus od 1991. godine, a dosad je proizveden u dvije generacije i u Japanu se prodaje pod nazivom Toyota Soarer.
Prva generacija Lexusa SC bila je dostupna isključivo kao coupé, a prodavala se u Sjedinjenim Državama i bila opremljena trolitrenim motorom sa šest cilindara (SC 300) i četverolitrenim s osam cilindara (SC 400). U Japanu isti se automobil prodavao kao treća generacija Toyote Soarer, a bio je dostupan i s 2.5-litrenim šesterocilindričnim motorom s dva turbo punjača.
U SAD-u je taj automobil dobio brojne pohvale, a 1992. časopis Motor Trend ga je proglasio uvoznim automobilom godine (Import Car of the Year) dok je od iste godine do 1995. bio na popisu deset najboljih automobila na tržištu, objavljivanom u časopisu Car and Driver.
Druga generacija premijerno je prikazana na salonu automobila u Parizu 2000. godine kao koncept pod nazivom Sport Coupé, a u prodaju je sljedeće godine ušla gotovo neizmijenjena pod nazivom SC 430. Taj je model pokretan isključivo 4.3-litrenim motorom s osam cilindara, a prodaje se u brojnim državama diljem svijeta s time da se u Japanu, kao i prethodnik, zove Toyota Soarer. Druga generacija SC-a ujedno je bila i prvi coupé-cabriolet u segmentu luksuznih automobila.